# 方濟各·沙勿略·埃拉蘇利斯·奧薩
方濟各·沙勿略·埃拉蘇利斯·奧薩（西班牙語：Francisco Javier Errázuriz Ossa；1933年9月5日—）是天主教智利籍巴斯克裔的司鐸級樞機、智利聖地牙哥總教區榮休總主教和樞機顧問委員會委員。

## 生平
方濟各·沙勿略·埃拉蘇利斯·奧薩於1933年9月5日在智利首都聖地亞哥出生，他是巴斯克裔人。他於1953年，在智利天主教大學工程系，獲得數學學士學位。他曾就讀於瑞士佛立堡大學，並獲得哲學和神學博士學位。哈維爾·奧薩除了懂得母語西班牙語外，還懂得意大利語、德語和法語。於1961年7月16日晉鐸。
1991年1月6日由時任教宗若望·保祿二世晉牧，並被他任命為聖座修會部秘書長，領銜奧拉爾總教區總主教。於1996年9月24日，他被任命為瓦爾帕萊索教區總主教。
於1998年4月24日，接出嘉祿·奧維多·卡瓦達樞機被任命為智利聖地牙哥總教區正櫂總主教，並在同年5月17日就任。
2001年2月21日，教宗若望保祿二世將他擢升為司鐸級樞機。他於2010年12月15日榮休，由利則·埃扎蒂·安德雷略接替成為智利聖地牙哥總教區正櫂總主教。

## 牧徽

方濟各·沙勿略·埃拉蘇利斯·奧薩樞機牧徽